# Кернская группа
Кернская группа — ассоциация стран-экспортёров сельскохозяйственной продукции, сформированная в 1986 году в городе Кэрнс (Австралия). Основная цель группы — содействие развитию свободной торговли сельскохозяйственной продукцией. В состав группы входят следующие 20 стран: Аргентина, Австралия, Боливия, Бразилия, Канада, Чили, Колумбия, Коста-Рика, Гватемала, Индонезия, Малайзия, Новая Зеландия, Пакистан, Парагвай, Перу, Филиппины, ЮАР, Таиланд, Уругвай и Вьетнам.